# Abu-l-Hudhayl al-Al·laf
Abu-l-Hudhayl Muhàmmad ibn al-Hudhayl ibn Ubayd-Al·lah ibn Mak·hul al-Abdí al-Al·laf (Bàssora, probablement cap al 752 - Samarra, 840) més conegut simplement com a Abu-l-Hudhayl al-Al·laf, fou el primer teòleg especulatiu del mutazilisme, corrent que va sistematitzar i formalitzar a l'Iraq. La nisba al-Abdí provindria de la seva condició de mawla dels Abd-al-Qays. Durant la seva vida, la teologia d'Abu-l-Hudhayl va exercir una influència enorme i va tenir al seu entorn un bon nombre de deixebles de diverses edats. La seva escola teològica va persistir força temps.